# Rivière du Milieu (lac de la Belle Rivière)
Pour les articles homonymes, voir Rivière du Milieu.
La rivière du Milieu est un affluent du lac de la Belle Rivière, coulant le territoire non organisé de Belle-Rivière, dans la municipalité régionale de comté (MRC) de Lac-Saint-Jean-Est, dans la région administrative de Saguenay-Lac-Saint-Jean, dans la province de Québec, au Canada. Le cours de cette rivière est situé dans la partie nord-ouest de la réserve faunique des Laurentides.
La vallée de la rivière du Milieu se situe entre la route 155 (reliant La Tuque à Chambord) et la route 169 (reliant Québec à Alma). Cette vallée est desservie par quelques routes forestières secondaires, surtout pour les besoins la foresterie et des activités récréotouristiques.
La foresterie constitue la principale activité économique de cette vallée ; les activités récréotouristiques, en second.
La surface de la rivière du Milieu est habituellement gelée du début de décembre à la fin mars, toutefois la circulation sécuritaire sur la glace se fait généralement de la mi-décembre à la mi-mars.

## Géographie
Les principaux bassins versants voisins de la rivière du Milieu sont du côté nord le lac de la Belle Rivière, la Belle Rivière, le lac Vert, la rivière Bédard, la Petite rivière Bédard, le ruisseau Rouge, la Petite Décharge et la rivière Saguenay. Du côté est, on rencontre la rivière aux Écorces et la rivière Pikauba. Du côté sud, on y voit le Grand lac des Cèdres, la rivière Métabetchouane, la décharge du Grand lac des Cèdres, la rivière aux Canots et la rivière aux Écorces. Finalement du côté ouest, on y rencontre le lac à la Carpe, la rivière Métabetchouane, le lac Bouchette, la rivière Ouiatchouan, et le lac Saint-Jean.
La rivière du Milieu tire sa source du lac non Morelle (longueur : 0,6 km ; altitude : 444 m) en zone forestière dans la réserve faunique des Laurentides. Cette source est située à 3,4 km à l’ouest de la rivière aux Écorces, à 13,9 km au sud-est de la route 169, 27,5 km à l’ouest du centre du hameau de Mont-Apica, à 17,9 km au sud de la confluence de la rivière du Milieu et du lac de la Belle Rivière, à 22,1 km au sud-est de l’embouchure du lac de la Belle Rivière et à 41,0 km au sud-est du lac Saint-Jean.
À partir de sa source, la rivière du Milieu coule sur 23,2 km avec une dénivellation de 98 m entièrement en zone forestière : Elle va initialement sur 11,2 km vers le nord en passant à l’est du lac Dabin et en recueillant la décharge du lac Marsanne, jusqu’à la décharge du lac Barré. Ensuite, elle va 2,9 km vers le nord, courbant vers le nord-ouest, jusqu’à la décharge (venant du nord) du lac des Vermisseaux. Elle coule ensuite 4,0 km vers le nord-ouest, jusqu'à la décharge de quelques lacs dont le lac Serpentin, le lac Binet, le lac des Anthémides. Elle continue 2,3 km vers le nord-ouest, jusqu'à la décharge (venant du sud-ouest) des lacs Loriset et de la Cognée. Finalement elle va 2,8 km vers le nord jusqu’à son embouchure.
La rivière du Milieu se déverse au fond d'une baie de la rive est du lac Saint-Jean. Cette confluence est située à 5,5 km au sud-est de l’embouchure du lac de la Belle Rivière, 15,6 km au sud du lac Vert, 25,6 km au sud-est de la confluence de la Belle Rivière avec une baie de la rive est du lac Saint-Jean, 37,1 km au sud-est de l'embouchure du lac Saint-Jean, 34,9 km au sud du centre-ville d'Alma et à 53,4 km au sud-ouest du centre-ville de Chicoutimi (secteur de Saguenay).
À partir de l’embouchure de la rivière du Milieu sur la rive sur du lac de la Belle Rivière, le courant traverse ce lac sur 5,4 km vers l’ouest, puis descend le cours de la Belle Rivière vers le nord-ouest sur 33,8 km, puis traverse la partie est du lac Saint-Jean vers le nord sur 15,4 km, emprunte le cours de la rivière Saguenay via la Petite Décharge sur 172,3 km jusqu’à Tadoussac où il conflue avec l’estuaire du Saint-Laurent.

## Toponymie
Le toponyme "rivière du Milieu" a été officialisé le 5 décembre 1968 à la Banque des noms de lieux de la Commission de toponymie du Québec.